# Wandrers Nachtlied

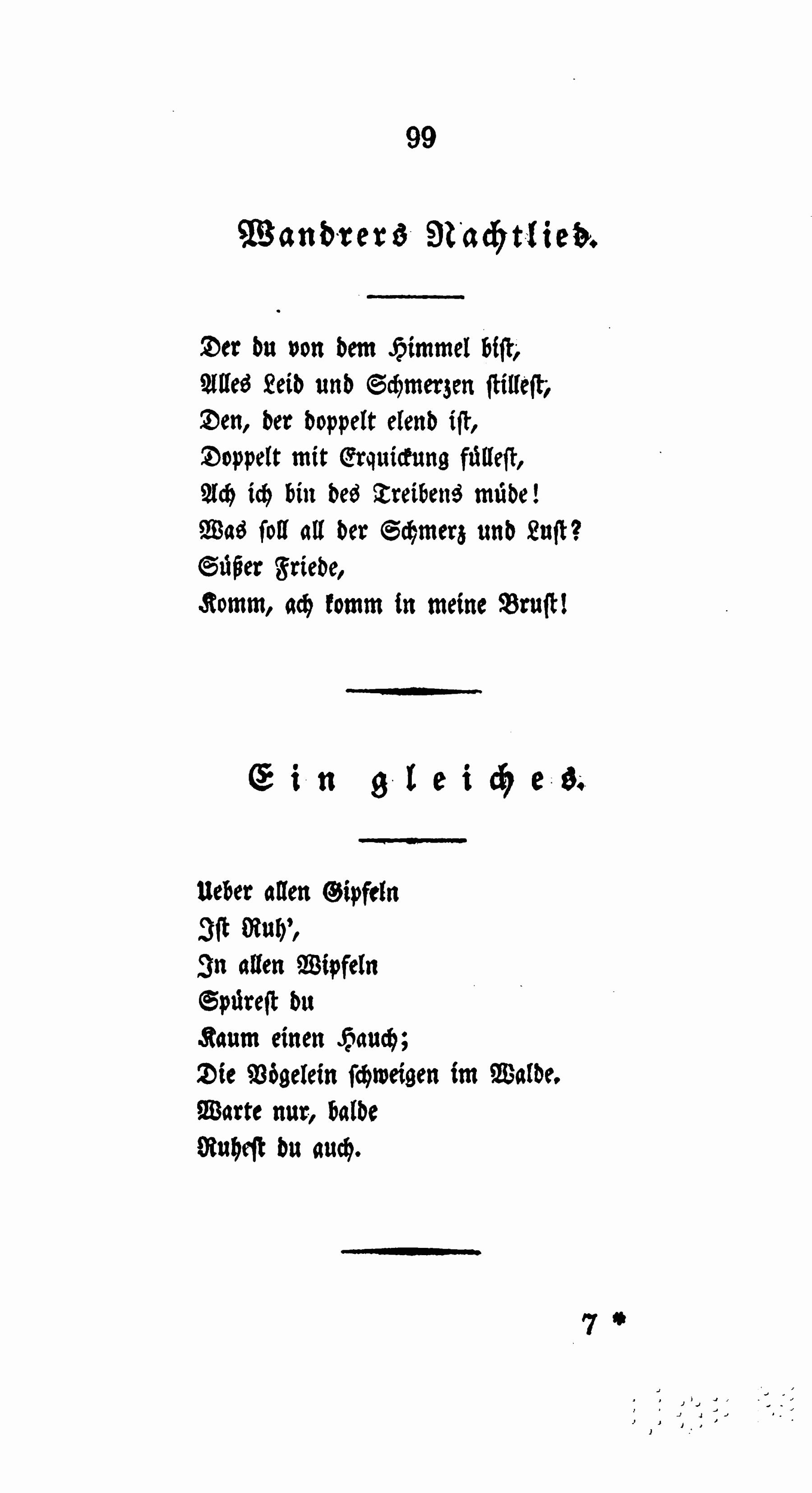
Vollständige Ausgabe letzter Hand 1827

Wandrers Nachtlied ist der Titel zweier Gedichte Johann Wolfgang von Goethes, die zu seinen berühmtesten gehören: Der du von dem Himmel bist von 1776 und Über allen Gipfeln von 1780. Letzteres ließ Goethe erstmals 1815 in Band I seiner Werke drucken. Beide Gedichte stehen dort untereinander auf einer Seite, wobei das ältere Wandrers Nachtlied, das jüngere Ein gleiches überschrieben ist, was als noch ein Nachtlied des Wandrers zu verstehen ist. In dieser Weise wurden die Gedichte auch in die Vollständige Ausgabe letzter Hand von 1827 aufgenommen. Steht Über allen Gipfeln allein, kommt als Überschrift sinnvollerweise nur Wandrers Nachtlied in Betracht.

## Der du von dem Himmel bist(1776)

Schloss und Park Ettersburg
am Nordrand des Ettersberges

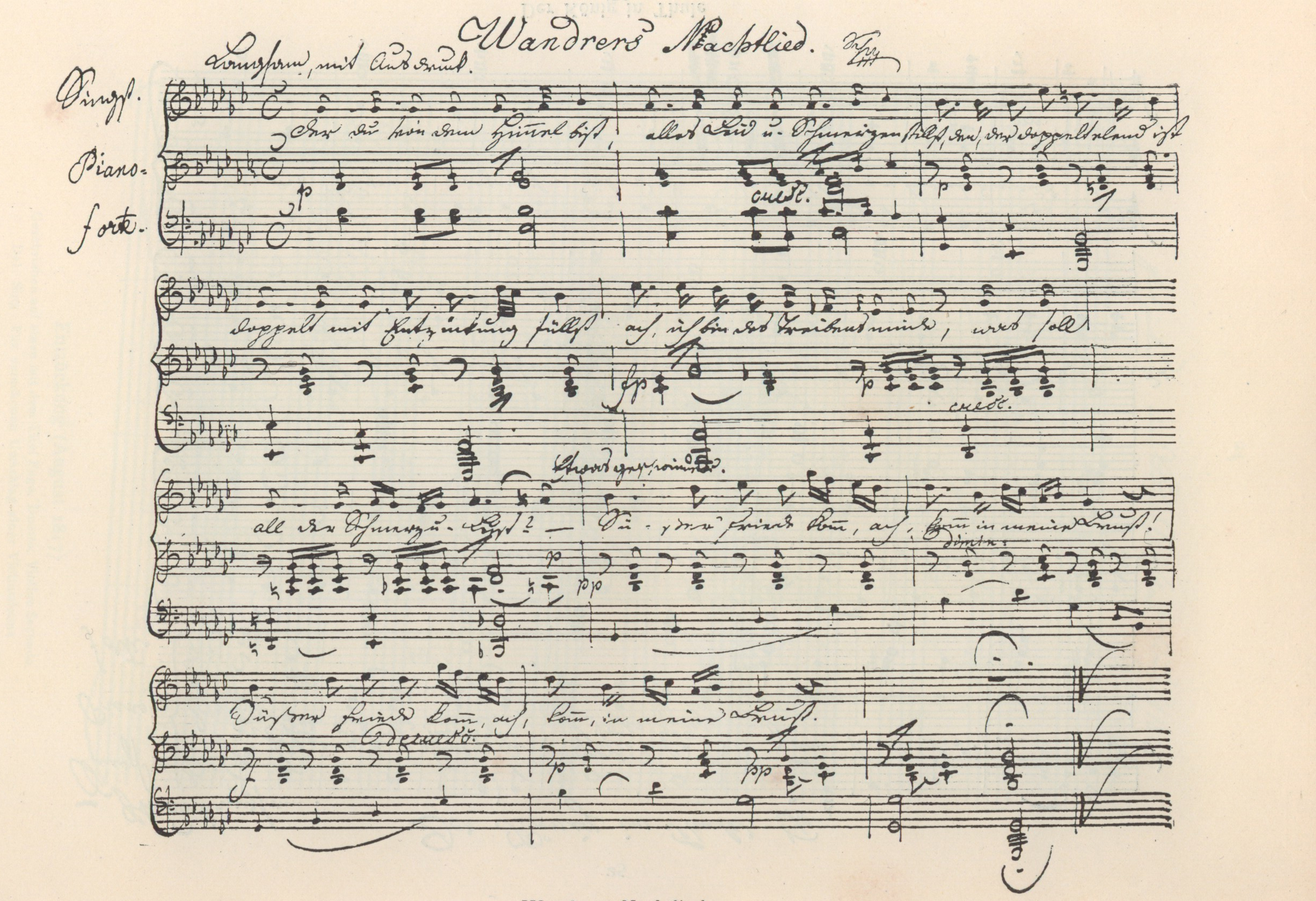
Franz Schubert: Wandrers Nachtlied (Der du von den Himmeln bist) op. 4/3 (D 224), komponiert am 5. Juli 1815, veröffentlicht 1821, dem Patriarchen Johann Ladislaus Pyrker von Felsö-Eör gewidmet. Autograph

Goethes Handschrift von „Wandrers Nachtlied“ (Der du von dem Himmel bist) hat sich zwischen seinen Briefen an Charlotte von Stein erhalten. Sie trägt die Unterschrift „Am Hang des Ettersberg, d. 12. Feb. 76“.
Der du von dem Himmel bist,

Alle Freud und Schmerzen stillest,

Den, der doppelt elend ist,

Doppelt mit Erquickung füllest;

Ach, ich bin des Treibens müde!

Was soll all der Schmerz und Lust?

Süßer Friede,

Komm, ach komm in meine Brust!
Für die 1789 bei Göschen erschienene Ausgabe seiner Werke änderte Goethe den zweiten und sechsten Vers, indem er „Alle Freud und Schmerzen“ durch „Alles Leid und Schmerzen“ und „all die Qual und Lust“ durch „all der Schmerz und Lust“ ersetzte, was manchem ungewöhnlich und nicht unbedingt regelkonform erscheint:
Der du von dem Himmel bist,

Alles Leid und Schmerzen stillest,

Den, der doppelt elend ist,

Doppelt mit Erquickung füllest;

Ach, ich bin des Treibens müde!

Was soll all der Schmerz und Lust?

Süßer Friede,

Komm, ach komm in meine Brust!
Es kann davon ausgegangen werden, dass Wandrers Nachtlied nicht von irgendeinem müden Wandersmann handelt, sondern Goethe hier auch und vor allem von sich selbst spricht. Zwar findet sich davon nichts in seiner kurzen Notiz an Charlotte von Stein vom 12. Februar 1776: „Hier ein Buch für Ernsten, und die Carolin. Ich fühle wohl dass ich selbst werde kommen müssen, denn ich wollte gar vielerley schreiben, und fühle doch dass ich nichts zu sagen habe, als was Sie schon wissen.“ Im nächsten Briefchen an sie vom 23. Februar 1776 heißt es dann jedoch: „Wie ruhig und leicht ich geschlafen habe, wie glücklich ich aufgestanden bin und die schöne Sonne gegrüst habe das erstemal seit vierzehn Tagen mit freyem Herzen, und wie voll Dancks gegen dich Engel des Himmels, dem ich das schuldig bin.“ In seiner Autobiographie Aus meinem Leben. Dichtung und Wahrheit berichtet Goethe zudem, wie er nach seiner Trennung von Friederike Brion im August 1771, „zum erstenmal schuldig“ und in „einer düsteren Reue“, „Beruhigung […] nur unter freiem Himmel“ gefunden und man ihn wegen seines „Umherschweifens […] den Wanderer“ genannt habe. Von den seltsamen Hymnen und Dithyramben, die er unterwegs gesungen habe, sei „noch eine, unter dem Titel »Wanderers Sturmlied«, übrig“.
Hans-Jörg Knobloch will Goethes „Briefgedicht“ an Frau von Stein sogar als „Versuch einer Verführung“ der Angebeteten verstehen. Erst die Bearbeitung für den Druck, mit der es Goethe, wie er Herder schrieb, darum ging, „die allzu individuellen und momentanen Stücke genießbar zu machen“, habe die Umdeutung in ein Gebet um Frieden ermöglicht. Eine solche Deutung legt vor allem der Eingangsvers „Der du von dem Himmel bist“ nahe, ein Anklang an Zinzendorfs Lied über Das Gebet des HErrn [sic] „Der Du in dem himmel bist“ [sic] aus der zweiten Auflage des sogenannten Ebersdorfer Gesangbuches, die Goethes Vater besaß.

## Über allen Gipfeln(1780)

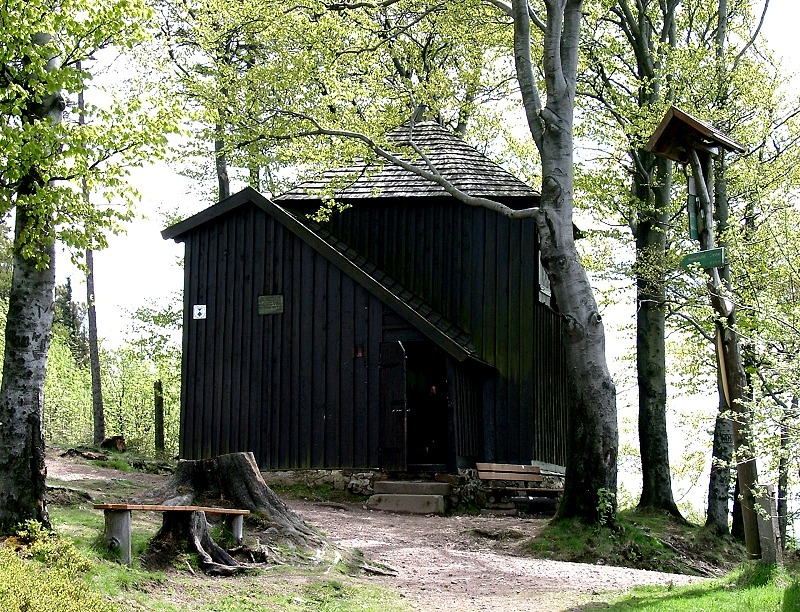
Goethehäuschen auf dem Kickelhahn

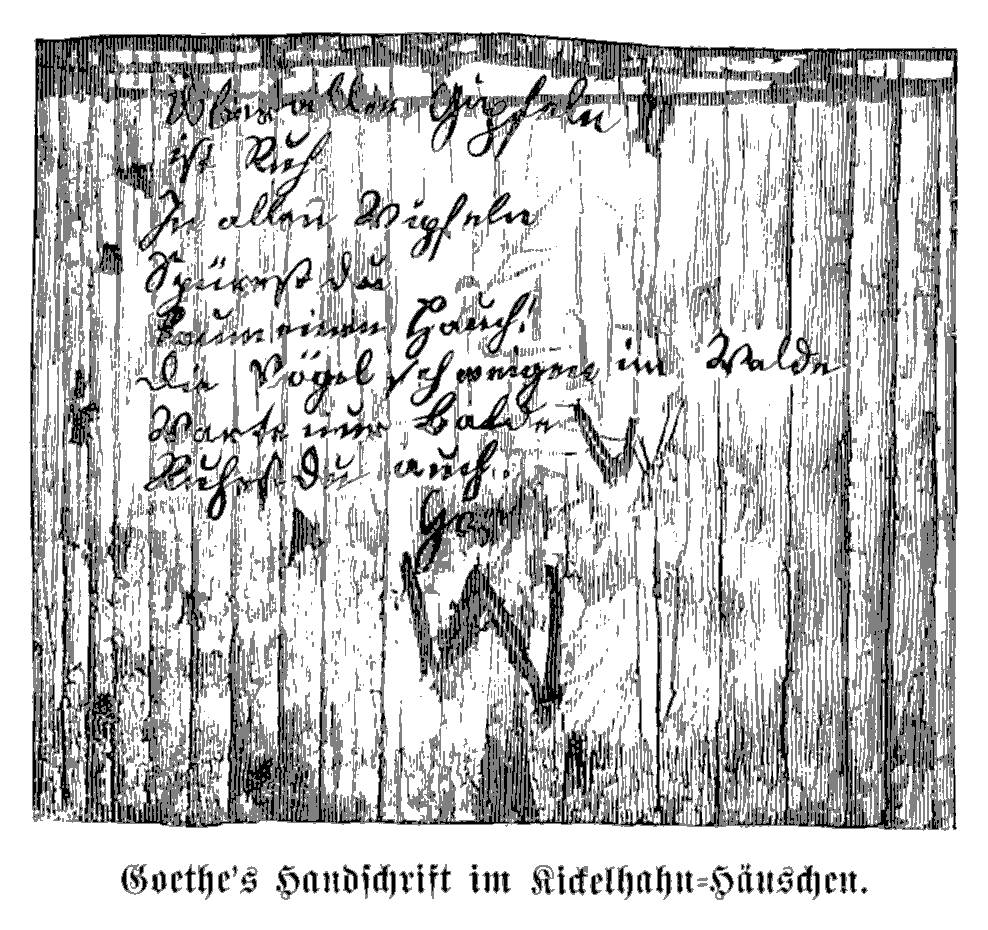
Foto von August Linde (1869)
in Die Gartenlaube 1872, S. 657

„Über allen Gipfeln“ schrieb Goethe wahrscheinlich am Abend des 6. September 1780 mit Bleistift an die Holzwand der Jagdaufseherhütte auf dem Kickelhahn bei Ilmenau. Dort, „auf dem Gickelhahn dem höchsten Berg des Reviers“ übernachtet zu haben, „um dem Wuste des Städgens, den Klagen, den Verlangen, der Unverbesserlichen Verworrenheit der Menschen auszuweichen“, berichtete Goethe Charlotte von Stein mit einem „d. 6. Sept. 80“ datierten Brief, und fuhr fort: „Wenn nur meine Gedancken zusammt von heut aufgeschrieben wären es sind gute Sachen drunter. Meine beste ich bin in die Hermannsteiner Höhle gestiegen, an den Plaz wo Sie mit mir waren und habe das S, das so frisch noch wie von gestern angezeichnet steht geküsst und wieder geküsst“. Die Verse, die er an die Bretterwand der Hütte schrieb, erwähnte er auch in seinen folgenden Briefen mit keinem Wort. Allerdings kann Karl Ludwig von Knebels Tagebucheintrag vom 7. Oktober 1780 auf Goethes Inschrift bezogen werden: „Morgens schön. Mond. Goethens Verse. Mit dem Herzog auf die Pürsch […] Die Nacht wieder auf dem Gickelhahn“. Ungewiss ist, ob Goethes Inschrift in jeder Einzelheit mit dem 1815 von ihm veröffentlichten Text übereinstimmte:
Ueber allen Gipfeln

Ist Ruh',

In allen Wipfeln

Spürest Du

Kaum einen Hauch;

Die Vögelein schweigen im Walde.

Warte nur! Balde

Ruhest du auch.
Goethes Schrift an der Bretterwand hat sich nämlich nicht erhalten. Zwei frühe Abschriften (oder Mitschriften) von Herder und Luise von Göchhausen haben in Vers 1: Über allen Gefilden und in Vers 6: Die Vögel. Dies wird allgemein als authentische Früh- oder Erstfassung angesehen. Die 1869 fotografierte Handschrift auf der Bretterwand hat ebenfalls Vögel und nicht Vögelein, andererseits bereits Gipfeln in Vers 1. Das mag jedoch erst bei späteren Erneuerungen und Übermalungen, die Goethe selbst oder wohlmeinende Besucher im Lauf der Jahrzehnte an der verblassenden Handschrift in der Hütte vorgenommen haben, ein ursprüngliches Gefilden ersetzt haben.
Die von Goethe nicht autorisierte Erstveröffentlichung in der letzten Folge eines mehrteiligen Artikels Bemerkungen über Weimar von Joseph Rückert, der im September 1800 anonym in der von August Hennings in Altona herausgegebenen Zeitschrift Der Genius der Zeit erschien, hat ebenfalls Vögel in Vers 6, aber noch weitere Abweichungen von der Fassung von 1815: „Über allen Wipfeln“ (Vers 1), „in allen Zweigen hörst du keinen Hauch“ (Verse 3–5) und „schläfst du auch“ (Vers 8). Auch die englische Version des Artikels in The Monthly Magazine (London) brachte das Gedicht im Februar 1801 in dieser Form und ebenso Kotzebue in seiner Berliner Zeitung Der Freimüthige am 20. Mai 1803; bei ihm waren die Vögel jedoch zu Vöglein geworden.
Am 27. August 1831, ein halbes Jahr vor seinem Tod, besuchte Goethe während seiner letzten Reise nach Ilmenau den Kickelhahn ein letztes Mal. Mit Berginspektor Johann Christian Mahr, dem er sagte, er habe die Gegend seit dreißig Jahren nicht mehr besucht, stieg er in das obere Stockwerk der Jagdhütte; er habe dort in früherer Zeit mit seinem Bedienten einmal acht Tage gewohnt und einen kleinen Vers an die Wand geschrieben, den er gern noch einmal sehen wolle. Mahr berichtet, wie er Goethe zu der Bleistiftschrift mit der Datierung „D. 7. September 1780 Goethe“ geführt habe, und fährt fort:

„Goethe überlas diese wenigen Verse, und Thränen flossen über seine Wangen. Ganz langsam zog er sein schneeweißes Taschentuch aus seinem dunkelbraunen Tuchrock, trocknete sich die Thränen und sprach in sanftem, wehmüthigem Ton: ›Ja: warte nur, balde ruhest du auch!‹ schwieg eine halbe Minute, sah nochmals durch das Fenster in den düstern Fichtenwald und wendete sich darauf zu mir mit den Worten: ›Nun wollen wir wieder gehen!‹“

An Carl Friedrich Zelter schrieb Goethe darüber am 4. September 1831 aus Weimar:

„Sechs Tage, und zwar die heitersten des ganzen Sommers, war ich von Weimar abwesend und hatte meinen Weg nach Ilmenau genommen, wo ich in frühern Jahren viel gewirkt und eine lange Pause des Wiedersehens gemacht hatte, auf einem einsamen Bretterhäuschen des höchsten Gipfels der Tannenwälder recognoscirte ich die Inschrift vom 7. September 1783 [sic!] des Liedes das du auf den Fittigen der Musik so lieblich beruhigend in alle Welt getragen hast: ›Über allen Gipfeln ist Ruh pp.‹“

Die Inschrift war inzwischen allerdings schon so schadhaft, dass Goethe umgehend eine Erneuerung entweder selbst vornahm oder durch Oberforstmeister von Fritsch vornehmen ließ.

### Rezeption

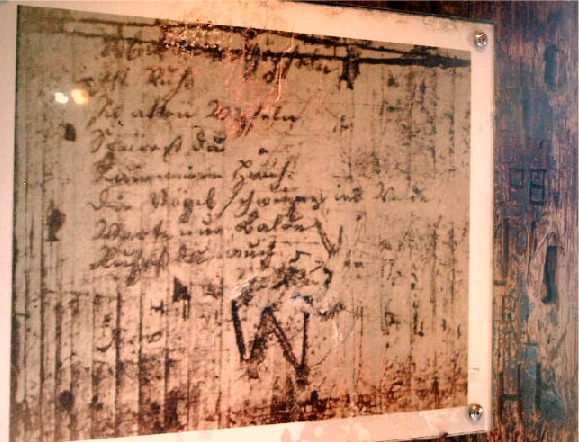
Faksimile der Inschrift nach Lindes Foto von 1869 in der Waldhütte. Das Original-Foto ist Teil der Dauerausstellung des GoetheStadtMuseums Ilmenau.

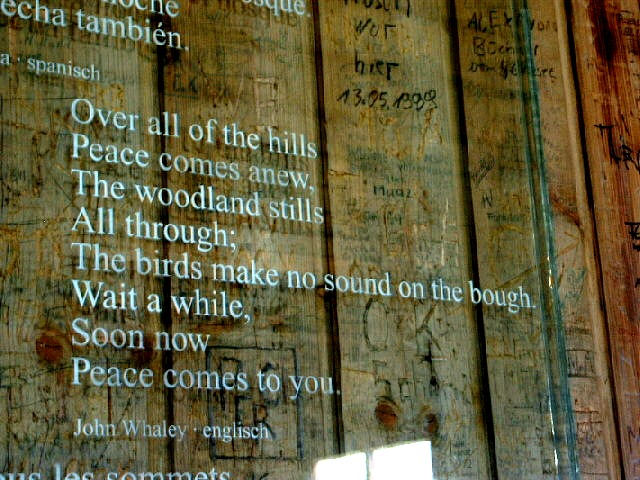
Übersetzungstafel in der Waldhütte

Dem Goethe-Kult – auch um den Entstehungsort, der bereits 1838 auf Wanderkarten als „Goethehäuschen“ verzeichnet ist – entsprach eine Verehrung des Gedichtes, das als Feier universeller Ruhe gesehen wurde. Franz Schubert, der Goethe sehr verehrte und sich von ihm stark inspiriert fühlte, vertonte Der du von dem Himmel bist am 5. Juli 1815 als op. 4/3 (D 224) und Über allen Gipfeln um 1823 als Opus 96 Nr. 3 (D 768).
Die Berghütte auf dem Gipfel des Kickelhahn brannte 1870 ab und wurde 1874 wiederaufgebaut. Eine Fotografie aus dem Jahre 1869 dokumentiert Goethes Text in dem Zustand, den er unmittelbar vor seiner Vernichtung hatte. Das Foto zeigt neben Übermalungen und Kritzeleien, die im Laufe von 90 Jahren das Original entstellt hatten, auch Sägespuren: Ein Tourist hatte vergeblich versucht, den Text aus der Wand herauszuschneiden.
Folgende Bedeutungen wurden diesem Gedicht zugeschrieben:
- ein Abendlied, das an den Tod gemahnt;
- ein Naturgedicht;
- ein Gedicht über die Stellung des Menschen im Kosmos.

Für diese Deutungen spricht
- die Organisation seiner Elemente: die Gipfel (unbelebt bzw. anorganisch); die Wipfel und Vögel (belebt bzw. organisch, aber schon ruhig); der Mensch (noch unruhig, aber schon in Erwartung des Schlafes und Todes);
- die der Entwicklung der Evolution folgende Reihung: Gestein (Gipfel) – Pflanze (Wipfel) – Tier (Vögel) – Mensch (du);
- der zoomartige Schwenk aus der äußersten Ferne (Gipfel) über den näheren Horizont (Wald) bis hinein in die innersten Gedanken des Menschen.

Dementsprechend ist für die Goethe-Forscherin Sigrid Damm das kleine Gedicht Über allen Gipfeln ist Ruh denn auch Goethes „vielleicht vollendetster Roman über das Weltall“, den er im Grunde immer plante, jedoch nie realisierte: „Die Verse durchwandern in einem einzigen Bild- und Sprachklang gewordenen Gedanken den ganzen Kosmos.“
Ernst Bloch erwähnte das Gedicht 1967 in seiner Dankesrede Widerstand und Friede zum Erhalt des Friedenspreises des deutschen Buchhandels: Es beschreibe eine höhere Form des Friedens, die sich nicht in Kirchhoffrieden erschöpfe, sondern noch unentdeckte, utopische Inhalte erschließe.
Nach einer Übersetzerkonferenz zu Goethes 250. Geburtstag im August 1999 in Erfurt wurden im April 2000 in der Hütte drei Glastafeln angebracht, die das Gedicht im deutschen Original und 15 Übersetzungen zeigen.
Das Gedicht wurde auch als Text zum Musikstück "They’ll Remember You" im Soundtrack zum Film Operation Walküre – Das Stauffenberg-Attentat, komponiert von John Ottmann und Lior Rosner, verwendet.

### Parodien

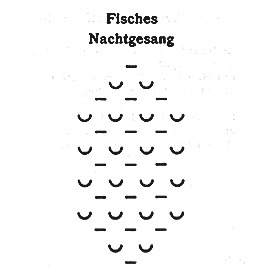
Fisches Nachtgesang

Bei der außerordentlichen Bekanntheit von Über allen Gipfeln blieben – ähnlich wie bei Schillers Lied von der Glocke – Parodien nicht aus.
Fisches Nachtgesang aus Christian Morgensterns 1905 erschienenen Galgenliedern, von dem fiktiven Herausgeber späterer Auflagen, Jeremias Mueller, in einer Anmerkung als „das tiefste deutsche Gedicht“ bezeichnet, besteht „nur aus metrischen Zeichen“, die Martin Beheim-Schwarzbach „an das Auf- und Zuschnappen eines Karpfenmauls erinnern“.
Das Abendgebet einer erkälteten Negerin aus Joachim Ringelnatz’ Gedichtband Kuttel Daddeldu von 1920 endet mit folgenden Zeilen:
Drüben am Walde

Kängt ein Guruh – –

Warte nur balde

Kängurst auch du.
In Karl Kraus’ Tragödie Die letzten Tage der Menschheit über den Ersten Weltkrieg wird in der 13. Szene des zweiten Akts ein Wanderers Schlachtlied vorgestellt, das die letzten Verse Goethes durch diese ersetzt:
Der Hindenburg schlafet im Walde,

Warte nur balde

Fällt Warschau auch.
Liturgie vom Hauch aus Bertolt Brechts Hauspostille von 1927 schildert in sechs Strophen mit einem Refrain, der Wandrers Nachtlied parodiert, den Hungertod einer alten Frau; denn „das Brot, das fraß das Militär“. Zunehmender Protest: „ein Mensch müsse essen können, bitte sehr“, wird mit wachsender Brutalität erst von einem „Kommissar“ mit „Gummiknüppel“ und dann von „Militär“ mit „Maschinengewehr“ niedergeschlagen. Der Refrain dreht Goethes Gedicht um, nennt, nachdem vom Tod in jeder Strophe bereits die Rede gewesen ist, zuerst die „Vögelein“ und kombiniert danach Goethes Gipfel, über denen Ruh ist, und seine Wipfel, in denen du kaum ein Hauch spürst, neu:
Darauf schwiegen die Vögelein im Walde.

Über allen Wipfeln ist Ruh

In allen Gipfeln spürest du

Kaum einen Hauch.
In der siebten und letzten Strophe kommt schließlich „ein großer roter Bär einher“ (die Oktoberrevolution) und „fraß die Vögelein im Walde“.
Da schwiegen die Vögelein nicht mehr

Über allen Wipfeln ist Unruh

In allen Gipfeln spürest du

Jetzt einen Hauch.
Einige Verbreitung fand seit 1960 folgende Anekdote: „1902 war Ein Gleiches ins Japanische übersetzt worden, 1911 wurde es aus dieser Sprache ins Französische übertragen und aus dem Französischen kurz darauf ins Deutsche, wo es als japanisches Gedicht unter dem Titel Japanisches Nachtlied in einer Literaturzeitschrift abgedruckt wurde.“
Stille ist im Pavillon aus Jade

Krähen fliegen stumm

Zu beschneiten Kirschbäumen im Mondlicht.

Ich sitze

Und weine.
Eine Primärquelle, die deutsche „Literaturzeitschrift“, wurde allerdings nie namhaft gemacht. Es dürfte sich mithin um eine parodistische Mystifikation handeln, die inzwischen allerdings wie eine moderne Sage vielfach für bare Münze genommen wird.
Georges Perec und Eugen Helmlé verfassten unter dem Titel Die Maschine (1968) ein für den Saarländischen Rundfunk produziertes 47 Minuten langes Hörspiel. Darin wird der Versuch unternommen, „die Arbeitsweise eines Computers zu simulieren, der die Aufgabe bekam, Wandrers Nachtlied von Johann Wolfgang Goethe systematisch zu analysieren und aufzugliedern.“ Noch vor der eigentlichen Computerlinguistik spielt das Hörspiel deren denkbare Möglichkeiten durch und parodiert mit Goethes Gedicht deren potentiell sinnfreie Unerbittlichkeit. Zugleich entsteht dabei durch Auslassungen, Umstellungen und Umformulierungen eine Vielzahl von vermeintlich computergenerierten neuen Parodien auf Goethes Gedicht.
In Daniel Kehlmanns Roman Die Vermessung der Welt (2005) wird Alexander von Humboldt, in einem Boot unterwegs auf dem Rio Negro (Amazonien), von seinen Begleitern gebeten,
auch einmal etwas zu erzählen.

Geschichten wisse er keine, sagte Humboldt […] Aber er könne das schönste deutsche Gedicht vortragen, frei ins Spanische übersetzt. Oberhalb aller Bergspitzen sei es still, in den Bäumen kein Wind zu fühlen, auch die Vögel seien ruhig, und bald werde man tot sein.

Alle sahen ihn an.

Fertig, sagte Humboldt. […]

Entschuldigung, sagte Julio. Das könne doch nicht alles gewesen sein.
Walter Moers’ Fantasy-Roman Die Stadt der Träumenden Bücher präsentiert Goethes Gedicht als Der Nurnenwald des zamonischen Dichters Ojahnn Golgo van Fontheweg, bei dem Goethes „Vögelein“ durch „Nurnen“ ersetzt sind, meterhohe, blutrünstige Tiere mit acht Beinen, die Bäumen ähneln und deshalb im Wald kaum zu erkennen sind.
Unter dem Titel Sennenlied schrieb der österreichische Lyriker Andreas Okopenko 1983 seine ironische Version, in der er mit einer Ernüchterung des Verhältnisses von lyrischem Ich und Natur irritiert:
Über allen Wipfeln

frißt die Kuh voll Zorn

ihre Butterkipfeln

und riskiert ein Horn.
(Aus: Andreas Okopenko: Lockergedichte, 1983)
Im Asterix-Band 28 Asterix im Morgenland von Albert Uderzo, übersetzt von Gudrun Penndorf, sagt der Arzt des gerade vom Fieber erholten Cäsar:

„Komm mit an die frische Luft! Über sieben Hügeln ist Ruh', in allen Lüften spürest du kaum einen Rauch.“